# ورزشگاه راین انرژی
ورزشگاه راین انرژی (نام سابق: ورزشگاه مونگرسدورفر) ورزشگاه مهمی در کلن آلمان است که عموماً برای برگزاری مسابقه‌های فوتبال مورد استفاده قرار می‌گیرد. این ورزشگاه بین چهل تا پنجاه هزار نفر جمعیت دارد و ورزشگاه خصوصی تیم فوتبال اف سی کلن و تیم فوتبال آمریکایی «کلن سنتوریونز» است.
این ورزشگاه یکی از ۱۲ ورزشگاه برگزار کنندهٔ جام جهانی ۲۰۰۶ آلمان بود و چند تا از بازی‌های مرحلهٔ گروهی و مرحلهٔ یک‌هشتم نهایی در آن برگزار شد.
این ورزشگاه به‌طور تاریخی، «مونگرسدورفر» نام داشته و نام کنونی آن نامی تجاری است که به علت قرارداد با شرکت راین انرژی اتخاذ شده‌است.

## تاریخ
ورزشگاه مونگرسدورفر پس از اتمام جنگ جهانی اول در کلن ساخته شد.
از همان ابتدا مونگرسدورفر ورزشگاه مهمی به حساب می‌آمد و در ۲۰ نوامبر ۱۹۲۷ برای اولین شاهد بازی دو تیم ملی بود. در این روز تیم‌های ملی آلمان و هلند به مصاف هم رفتند و ۲–۲ به تساوی رسیدند. از آن تاریخ به بعد آلمان ۱۹ بار در این ورزشگاه به میدان آمده و تنها یک‌بار شکست خورده‌است.
بازی اف سی نورنبرگ با کایزرسلاترن پس از پایان جنگ جهانی دوم که با پیروزی ۲–۱ نورنبرگ به پایان رسید از مهم‌ترین بازی‌های تاریخ این ورزشگاه است.
این ورزشگاه از لحاظ تاریخی (و به‌ویژه در دهه‌های اخیر) میزبان بازی‌های مهمی از جام یوفا نیز بوده‌است. از جمله دیدار بایرلورکوزن و بارسلونا در جام یوفای ۸۹–۱۹۸۸. در جام یوفای ۱۹۹۶ بروسیا مونشن گلادباخ، نمایندهٔ آن سال آلمان در جام یوفا، در همین ورزشگاه مقابل آرسنال و موناکو به میدان آمد. در ضمن در جام یوفای ۲۰۰۴–۲۰۰۵ تیم دسته دومی آلمان آخن، نمایندهٔ آلمان، از این ورزشگاه برای بازی‌های خانگی‌اش استفاده می‌کرد.
در جام کنفدراسیون‌های ۲۰۰۵ این ورزشگاه میزبان سه بازی و من‌جمله بازی افتتاحیه بین آرژانتین و تونس بود.
در جریان جام جهانی ۲۰۰۶، بازی‌های آنگولا و پرتغال، غنا و جمهوری چک، سوئد و انگلستان، و فرانسه و توگو از مرحلهٔ گروهی و بازی اکراین و سوئیس از مرحلهٔ یک‌هشتم نهایی در این ورزشگاه برگزار شد.